# Musée de Saint-Isidore
Le Musée de Saint-Isidore est une institution muséale, située dans le village de Saint-Isidore au Nouveau-Brunswick (Canada), qui rassemble des objets anciens de la région démontrant la vie quotidienne dans une paroisse agricole et forestière.

## Description et historique
Le musée est aménagé à l’intérieur d’un ancien magasin général construit en 1910. On y trouve à l'intérieur d'anciens articles agricoles, domestiques, artisanaux, religieux, scolaires et commerciaux. Il fait partie d'un réseau de onze musées du Nord-Est du Nouveau-Brunswick.   
Le 2 août 2010, lors de la Fête du Nouveau-Brunswick, une reconstitution historique organisée par le musée eut lieu au Parc des sources. 135 ans plus tôt, le père Louis Gagnon, fondateur du village, avait oublié de marier un couple de Shippagan avant de quitter ce village pour sa nouvelle colonie, Saint-Isidore.
En 2011, afin de souligner la Fête de Saint-Isidore le Laboureur, le 15 mai, le musée a organisé une marche. Cette activité entrait dans les fêtes du 20e anniversaire de l'incorporation du Village de Saint-Isidore.    